# 馬自達RX-4
馬自達RX-4是一部由日本東洋工業（馬自達汽車前身）於1972年至1977年間製造銷售、搭載轉子引擎的豪華旅行車，該款車其實就是第二代Luce。

## 概要與歷史
1972年10月馬自達（當時仍稱「東洋工業」）將第二代Luce的外銷版本稱作RX-4，它的車身尺碼比舊款的RX-2和RX-3都還要大，該公司設定這部車為運動型豪華轎車。
初期在日本海外上市時只有四門型與雙門硬頂型轎車，直到1973年才推出旅行車型。原先搭載最高馬力130hp的12A型轉子引擎，但後來在1974年改成最大馬力達125hp的13B-AP型轉子引擎。這顆轉子引擎屬於AP（anti-pollution之意）版本，是為了通過日本汽車廢氣排放標準而設計，號稱改善了進、排氣與油耗表現，然而時常在天氣寒冽時會發生冷車無法發動的問題。前輪採支柱式懸吊系統，後輪採非獨立（solid axle）懸吊系統。至於煞車系統，則採前碟後鼓的方式。

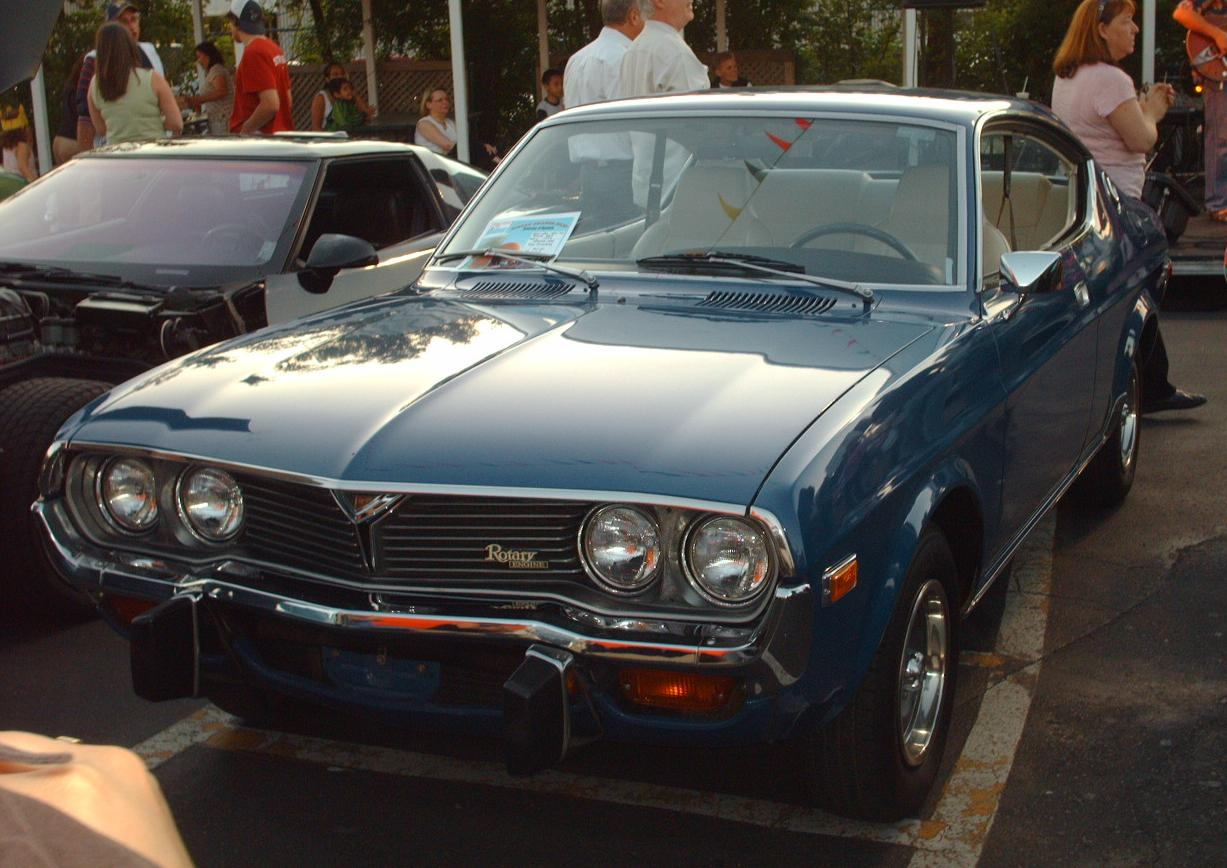
馬自達RX-4

RX-4於1974年至1978年間在美國市場銷售，搭載最大馬力110hp、最大扭力159 N·m的13B-AP型轉子引擎。此外，三速自動排檔與空調系統都是額外加價選購。美國《道路與蹤跡汽車雜誌》（Road & Track Magazine）在1974年曾拿此款車與其他六款對手作比較，由0加速至60mph花費11.7秒，且耗費18秒跑完四分之一英哩、時速77.5mph。該雜誌亦發現旅行車款的煞車，比轎車款更能額外承受136kg的煞車力道。因此，該雜誌在1975年將RX-4列入「年度十大價值3,500至6,500美元的運動型房車」。

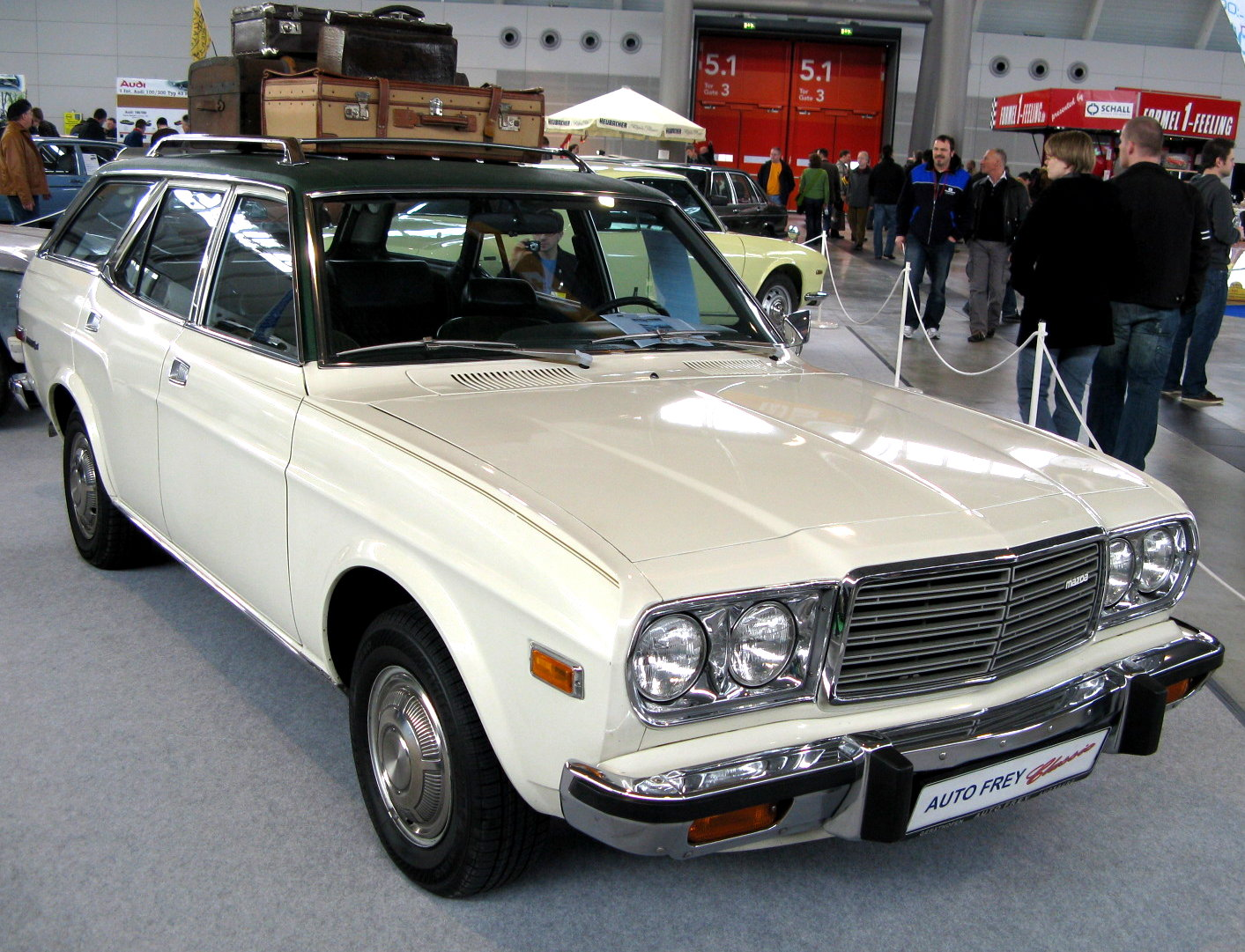
馬自達RX-4旅行車款車頭
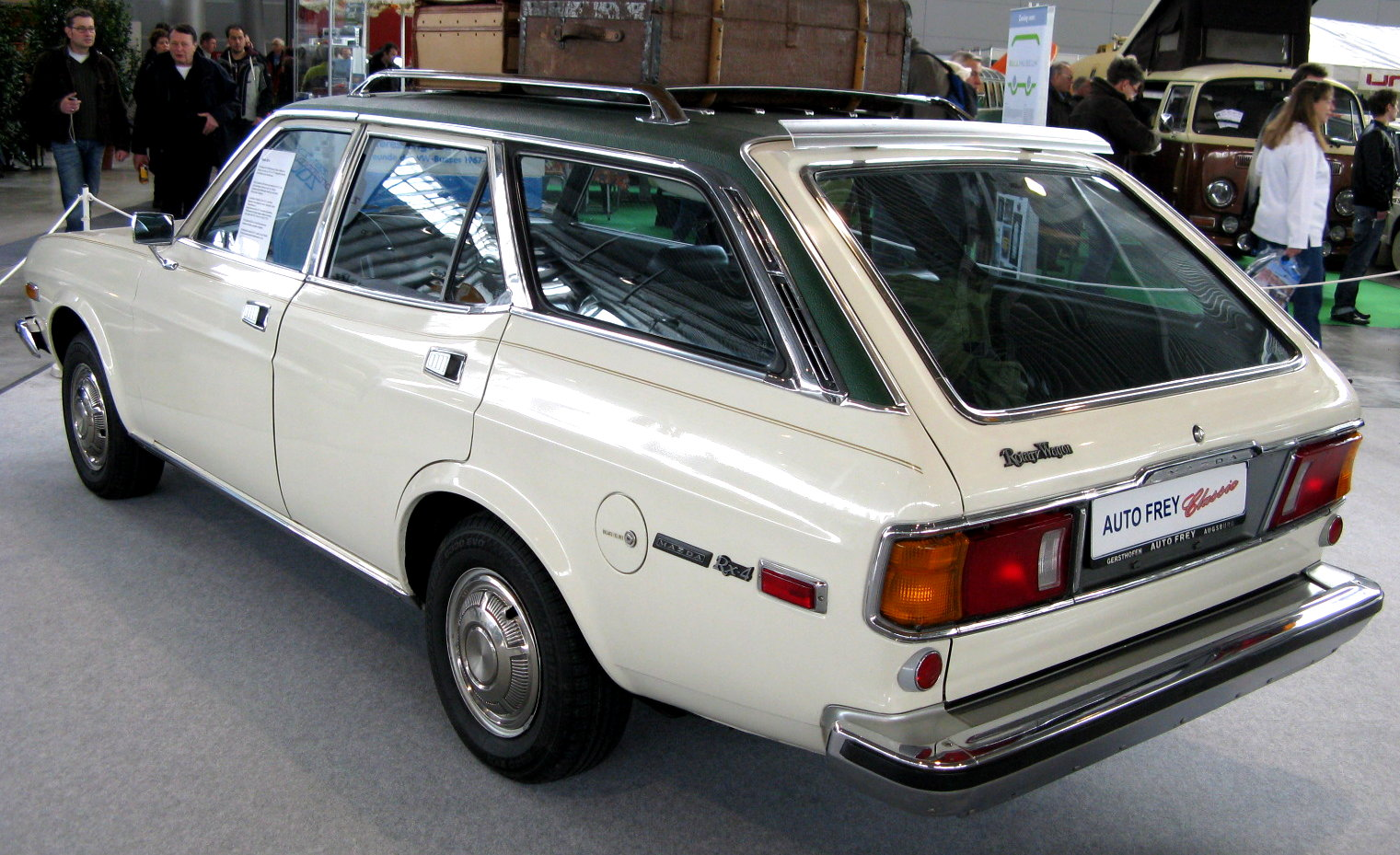
馬自達RX-4旅行車款車尾
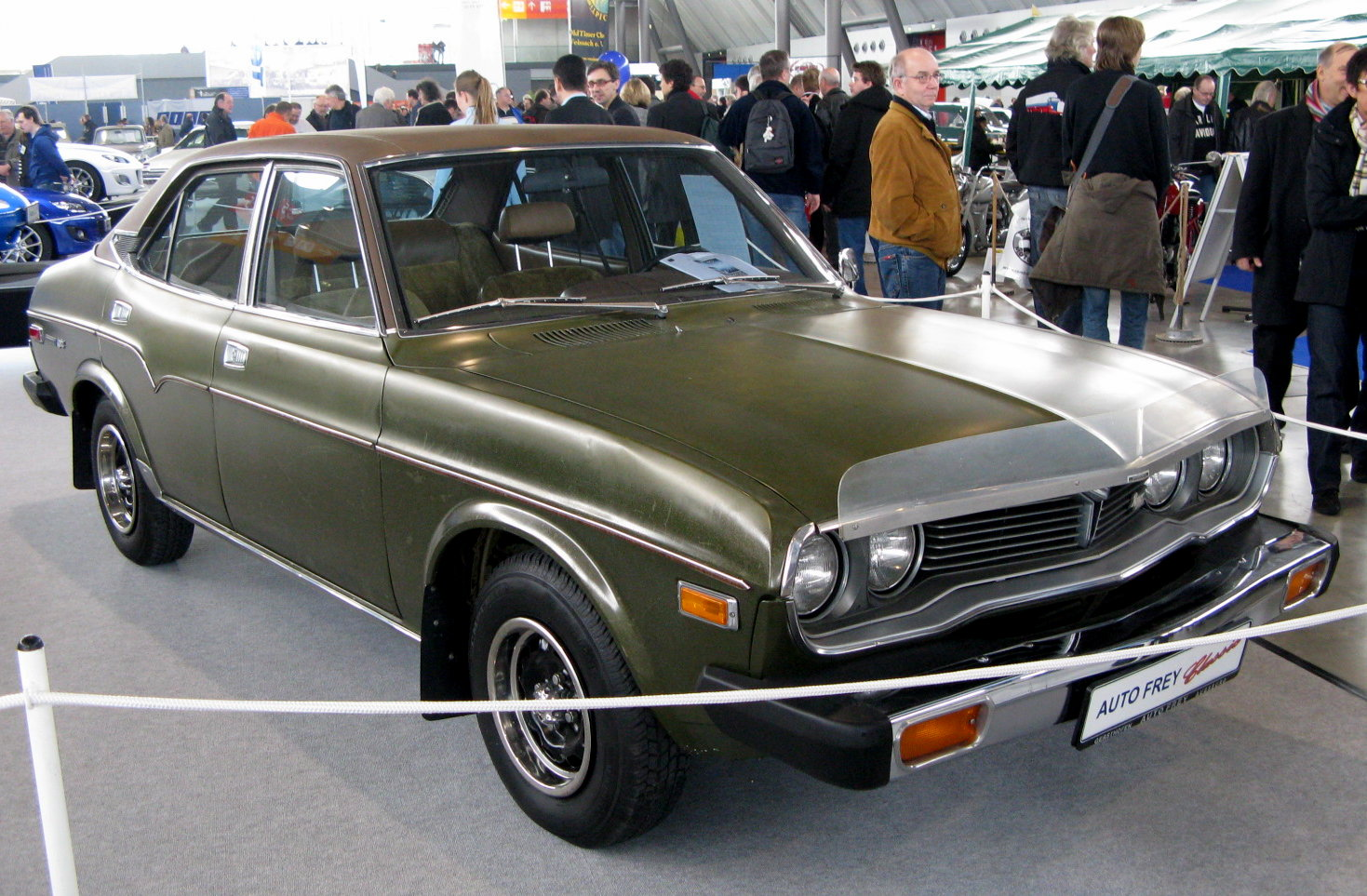
馬自達RX-4轎車款車頭
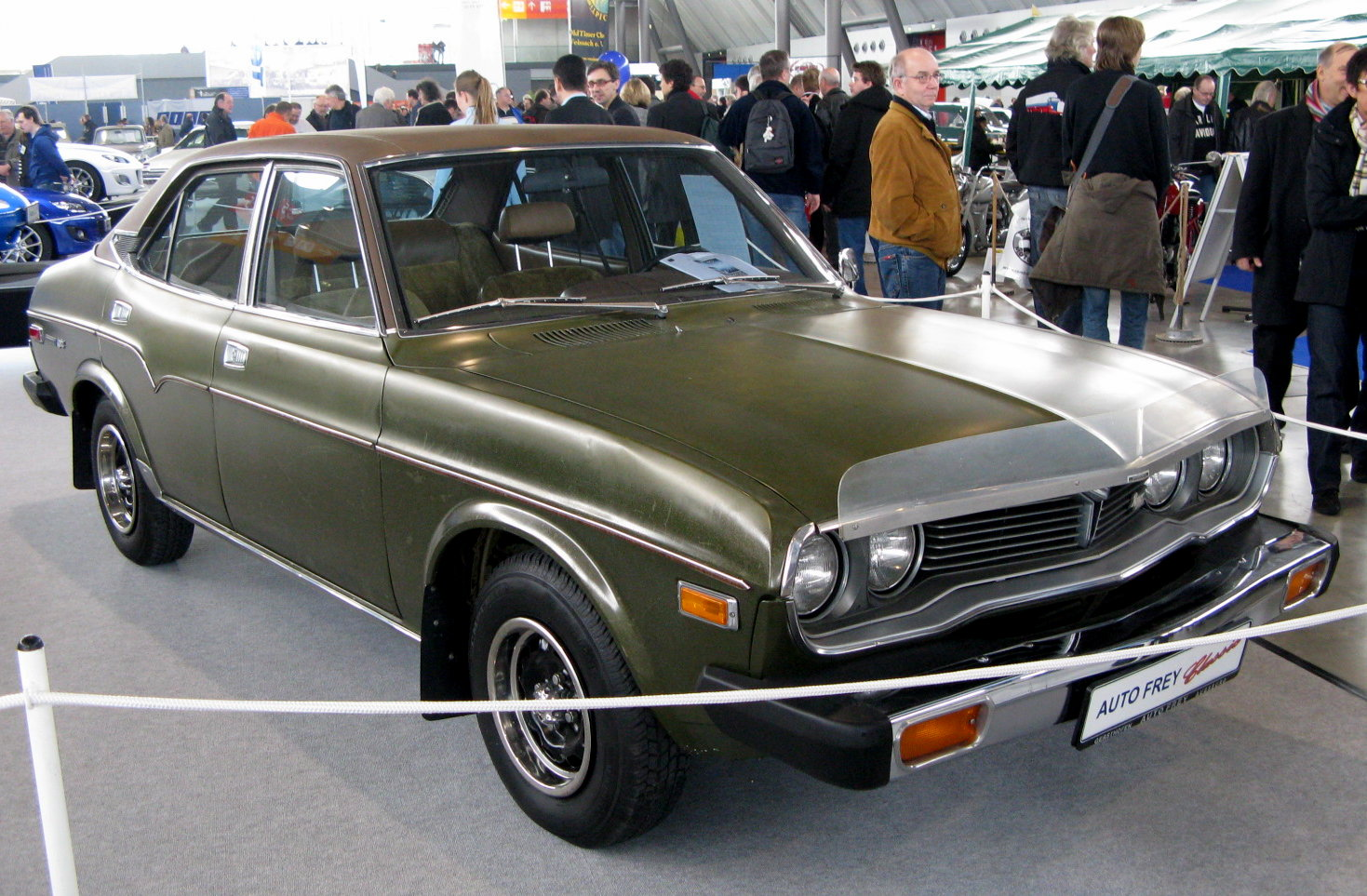
馬自達RX-4轎車款車頭

## 外部連結
- （日語）Gazoo.com - 1972年 マツダ ルーチェ AP Sedan GR